# Rhamdioglanis
Rhamdioglanis — рід риб з родини Гептаптерові ряду сомоподібних. Має 2 види.

## Опис
Загальна довжина представників цього роду коливається від 19 до 22 см. Голова доволі широка, трохи сплощена зверху. Очі невеличкі. Є 3 пари вусів. Тулуб витягнутий. Спинний плавець високий, широкий. Жировий плавець помірно довгий. Грудні плавці добре розвинені.

## Спосіб життя
Біологія вивчена недостатньо. Це демерсальні риби. Віддають перевагу прісним водоймам. Вдень переважно тримаються біля дна в укриттях. Активні вночі. Живляться водними безхребетними та невеличкою рибою.

## Розповсюдження
Є ендеміками Бразилії зустрічаються уздовж Атлантичного узбережжя (від Ріо-де-Жанейро).

## Види
- Rhamdioglanis frenatus
- Rhamdioglanis transfasciatus